# Механические музыкальные инструменты
Механические музыкальные инструменты (музыкальные автоматы) — музыкальные инструменты, предназначенные для воспроизведения музыки, фиксированной на технических носителях. В качестве носителей информации для таких инструментов могут использоваться цилиндры, диски, перфокарты и перфоленты. Для воспроизведения музыки с помощью механического инструмента, как правило, не требуется специальных музыкальных знаний.

## История
В Западной Европе первые механические инструменты появились в IX—XIII веках, это были приспособления для автоматической игры на органах и устройства, отбивающие часы на башенных колоколах. В XIV—XV веках стали известны механизмы, соединяющие колокола и исполняющие на них мелодии, а в конце XV века с развитием подобных устройств возник карильон. Отличительной чертой этого инструмента стало сочетание автоматической системы звона, связанной с башенными часами, и механизма, позволяющего играть на карильоне при помощи клавиатуры.

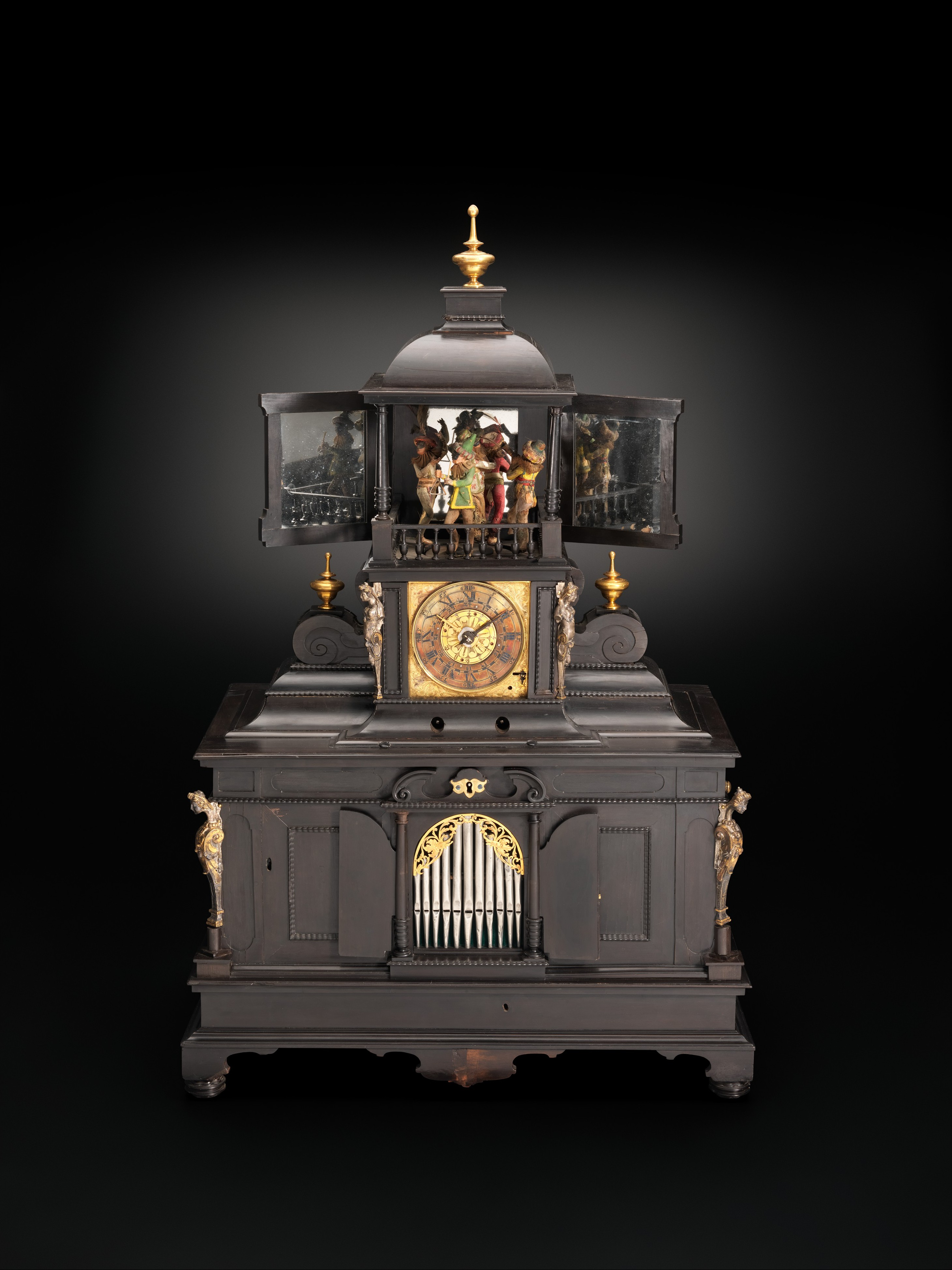
Музыкальные часы со спинетом и органом, созданные при участии Самуила Бидермана. Первая четверть XVII века

В XVI веке благодаря усилиям аугсбургского мастера Самуила Бидермана по Европе распространились механические спинеты. Основным элементом механизма этого инструмента был деревянный вал со вбитыми в него штифтами, приводимый в движение с помощью зубчатой передачи и рукоятки. Подобные цилиндровые механизмы использовались в большинстве музыкальных автоматов вплоть до середины XVIII века, когда наряду с цилиндровыми валами получили распространение диски со штифтами.
До конца XVIII века механические инструменты были распространены преимущественно в среде европейской знати, в то время музыкальные автоматы часто конструировались в виде птиц, животных и музыкантов. В XVIII веке пьесы для механических инструментов создавали Йозеф Гайдн и Георг Гендель, писавшие для музыкальных часов, и Карл Филипп Эммануил Бах, сочинявший для механических органа и цитры.
С начала XIX века массовое распространение получила музыкальная шкатулка, в конце предыдущего столетия изобретённая в Швейцарии. Центрами производства нового механического инструмента стали Женева и Сент-Круа, откуда шкатулки экспортировались в Англию и Францию. Другим новшеством XIX века было механическое фортепиано. В 1846 году первый подобный инструмент построил парижский мастер Александр Дебен: устройство, названное «антифонелем», представляло собой механический тапёр, который мог приставляться к клавиатуре фортепиано или фисгармонии.